# Dia mundial de la diabetis
El Dia mundial de la diabetis és la campanya mundial principal de conscienciació centrada en la diabetis mellitus que se celebra el 14 de novembre de cada any.
Dirigit per la Federació Internacional de Diabetis (IDF), cada Dia Mundial de la Diabetis se centra en un tema relacionat amb la diabetis; La diabetis tipus 2 és una malaltia no transmissible que es pot prevenir i tractar, que està augmentant ràpidament a tot el món. La diabetis tipus 1 no es pot prevenir, però es pot controlar amb injeccions d'insulina. Els temes tractats vinculats amb la diabetis han inclòs els drets humans, l'estil de vida, la obesitat, la pobresa, la vulnerabilitat i la joventut. Tot i que les campanyes duren tot l'any, el dia escollit marca l'aniversari de Frederick Banting que, juntament amb Charles Best i John Macleod, van concebre per primera vegada la idea que va portar al descobriment de la insulina el 1922.

## Història

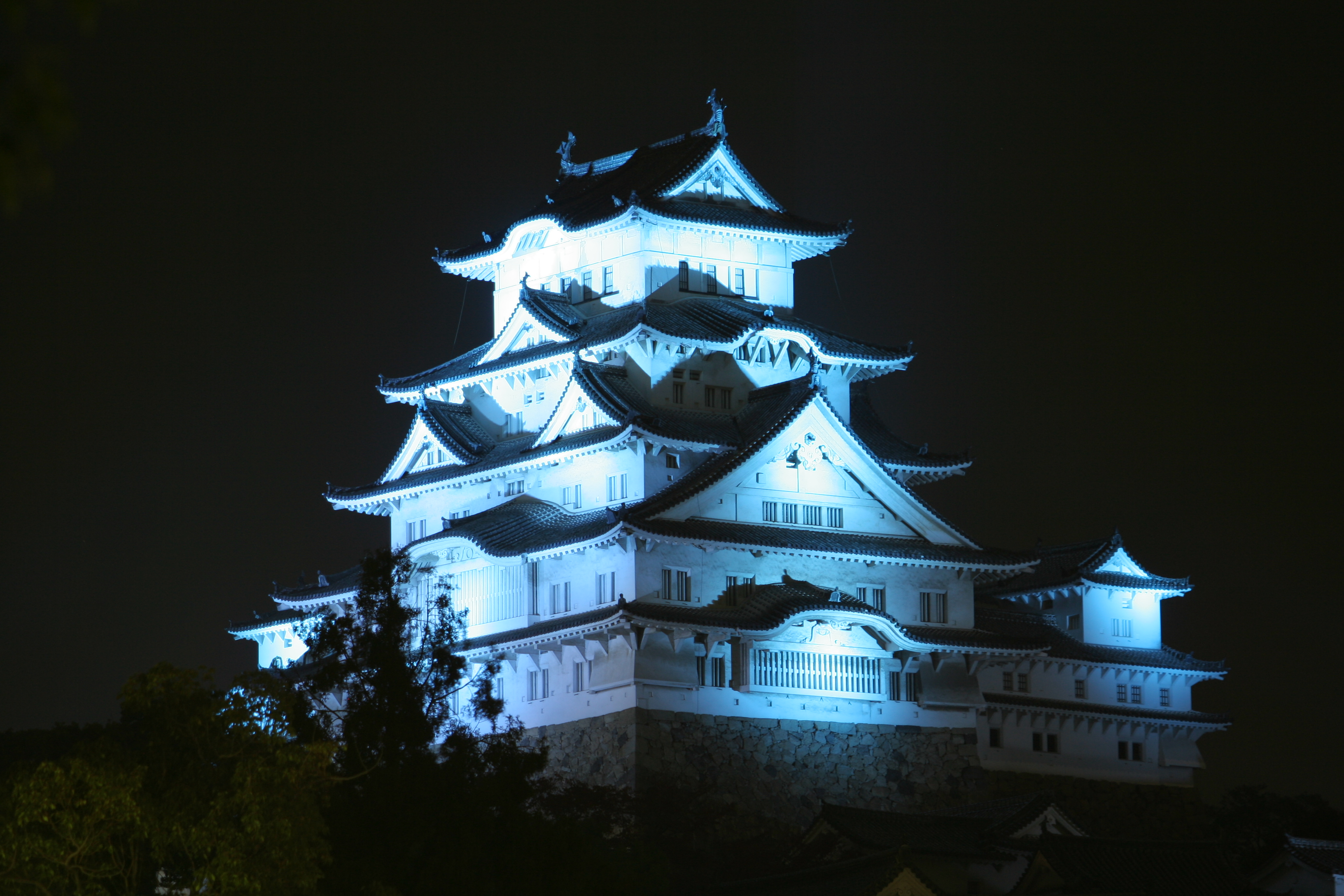
El Castell de Himeji il·luminat amb motiu del Dia Mundial de la Diabetis l'any 2008.

El Dia Mundial de la Diabetis va ser impulsat l'any 1991 per la Federació Internacional de Diabetis i l'Organització Mundial de la Salut (OMS) en resposta al ràpid augment de la diabetis a tot el món.
El 2016, més de 230 associacions membres de l'IDF commemoraven el Dia Mundial de la Diabetis en més de 160 països i territoris, així com altres organitzacions, empreses, professionals de la salut, polítics, famosos i persones que viuen amb diabetis i les seves famílies. Les activitats inclouen programes de detecció de diabetis, campanyes de ràdio i televisió, esdeveniments esportius i altres.

## Temes
Els temes de les campanyes s'han centrat en diferents factors que influeixen en el risc de diabetis i les seves complicacions:
- 2013: Protegim el nostre futur: educació i prevenció de la diabetis.
- 2014: Go Blue per esmorzar.
- 2015: Alimentació saludable.
- 2016: Posar els ulls en la diabetis.
- 2017: Dones i diabetis: el nostre dret a un futur saludable.
- 2018–2019: La família i la diabetis: la diabetis afecta a totes les famílies.[6]
- 2020: La infermera i la diabetis. [ <span title="This claim needs references to reliable sources. (November 2021)">Cita necessària</span> ]
- 2021: Accés a la cura de la diabetis: si no ara, quan?